# Starik Chottabyč
Starik Chottabyč (Старик Хоттабыч) è un film del 1956 diretto da Gennadij Sergeevič Kazanskij.